# Менухин (фамилия)
Мену́хин (Мину́хин, Мну́хин, Мну́шкин) (идиш מענוכין‎) — еврейская фамилия.
В письменностях, основанных на латинском алфавите, передаётся как Menuhin, Menuchin, Menukhin, Minuhin, Minuchin, Minukhin, Mnuhin, Mnuchin, Mnukhin.

## Этимология
Матронимическая фамилия от женского пост-библейского имени Менуха. Означает «сын Менухи». «Менуха» в переводе с иврита — «мир», «покой», «спокойствие», а также «отдых». Первые упоминания об употреблении этого имени на территории Европы относятся к XV-му веку. Изначально это имя употреблялось только в центральной части Европы — в Богемии и Силезии и лишь оттуда распространилось на территории как Западной, так и Восточной Европы. На Украине и в Белоруссии имя Менуха вошло в употребление с XVII-го века. Суффикс «-ин» свидетельствует об образовании фамили в России или Украине. Представители фамилии в пределах черты оседлости жили преимущественно в Херсонском (Менухин, Минухин), Гомельском (Менухин, Мнухин), Екатеринославском (Менухин), Бобруйском и Витебском (Мнухин) уездах.
Высказано мнение о высокой вероятности родства всех носителей фамилии Минухин, что не свойственно фамилиям, образованным от личных имён.

## В городском фольклоре
Против тезиса о родстве говорит также контекст употребления фамилии в еврейском анекдоте, приведённом в словаре «Язык Одессы» (пример употребления словечка «гешефт» (сделка, дело)):

В суде:
— Свидетель, ваша фамилия?
— Менухин.
— Имя?
— Исаак.
— Место жительства?
— Бердичев.
— Занятие?
— Мелкий гешефт.
— Вероисповедание?
— Господин судья, если меня зовут Исаак Менухин, живу я в Бердичеве, занимаюсь мелким гешефтом, то кто я, по-вашему? Буддист?